# IC 420
IC 420 — галактика типу EN (емісійна туманність) у сузір'ї Оріон.
Цей об'єкт міститься в оригінальній редакції індексного каталогу.